# اسکروج مک‌داک
اسکروج مک‌داک (به انگلیسی: Scrooge McDuck) یک شخصیت پویانمایی است که در سال ۱۹۴۷ توسط کارل بارکس و با مجوز شرکت والت دیزنی ساخته شد.
اسکروج در اصل یک اردک سفید اسکاتلندی با پاهای نارنجی است. او معمولاً یک کت قرمز یا آبی همراه یک کلاه و یک عینک می‌پوشد. همچنین عصای مخصوصش را همیشه در دستش دارد. ویژگی بارز او خسیس بودن زیاد و شیوهٔ خرج کردنش در دنیای افسانه‌ای دیزنی است. او پولدارترین اردک در این سرزمین است. او دایی دانلد داک (برادر مادر) و دایی بزرگ هیوئی،دیوئی و لوئی(Huey, Dewey and Louie) است.
مک‌داک اوایل به صورت شخصیتی بینوا و قهرمان‌ستیز نمایش داده می‌شد. اما بعد به صورت یک شخصیت بخشنده قهرمان، خیرخواه، ماجراجو، و اهل کاوش درآمد. در واقع کارل بارکز مک‌داک را به عنوان یک آنتاگونیست برای شخصیت دانلد داک خلق کرده بود که در کارتون کریسمس بر روی کوهستان خرس شاهد آن هستیم. با این حال کم‌کم به شخصیتی مستقل تبدیل شد و حتی در سال ۱۹۵۲ یک کمیک استریپ به نام دایی اسکروج را از آن خود کرد که تا به امروز ادامه دارد. بیشتر کار طراحی اسکروج توسط خالق آن یعنی کارل بارکز انجام شده است. ولی دن روزا نیز در این میان سهم داشت. مانند دیگر شخصیت‌های دیزنی، اسکروج مک‌داک نیز محبوبیت جهانی خود را مدیون برگردان‌های ادبی است که به زبان‌های گوناگون انجام شده است. هر چند که مک‌داک در پویانمایی‌ها نیز ظاهر شده است اما کمیک‌استریپ، رایج‌ترین وسیله شناخت این شخصیت بوده و بیشتر حضور کارتونی او در مجموعه داستان‌های اردک DuckTales بوده است.

## در ایران
فارسی زبانان، شخصیت خسیس پولدار اسکروچ یا اسکروج را از فیلم سرود کریسمس میکی که بارها از تلویزیون سراسری ایران با دوبله فارسی پخش شده، به یاد میآورند.
در واقع منبع الهام انتخاب نام اسکروج مک داک، همان اَبِنیزِر اسکروچ از کتاب سرود کریسمس نوشته چارلز دیکنز بوده است.

## سن
سن اسکروج هیچ وقت به طور دقیق گفته نشده است. ولی به گفته بارکز، اسکروج در ۱۸۶۷ در اسکاتلند زاده شده است. اگرچه دن رزا اعلام کرده که او در ۱۰۰ سالگی می‌میرد. ولی این امر هیچگاه در کمیک‌ها منتشر نشد.

## در دیگر رسانه‌ها
چندین بازی ویدئویی به زبان‌های گوناگون که شخصیت اصلی آنها اسکروج است، ساخته شده اند. این بازی‌ها برای کنسول‌های بازی تلفن همراه، رایانه، سگا، پلی استیشن و ... طراحی شده‌اند.

## نگارخانه

اسکروج به همراه خواهر زاده‌هایش